# آژانس حقوق بنیادین
آژانس حقوق بنیادین (انگلیسی: Fundamental Rights Agency) آژانسی در اتحادیه اروپا است که معمولاً در انگلیسی به عنوان آژانس حقوق بنیادین (FRA) شناخته می‌شود، این آژانس در وین مستقر است و در ۱ مارس ۲۰۰۷ افتتاح شد. این سازمان به موجب مقررات (اتحادیه اروپا) به شماره ۱۶۸/۲۰۰۷ در ۱۵ فوریه ۲۰۰۷ تأسیس گردید.

## مأموریت
آژانس حقوق بنیادین یک نهاد اتحادیه اروپا است که وظیفه آن «جمع‌آوری و تجزیه و تحلیل داده‌ها در مورد حقوق بنیادین و کلیه حقوق مندرج در منشور حقوق اتحادیه اروپا (CFR)» می‌باشد. با این حال، در نظر گرفته شده است که به ویژه بر روی «زمینه‌های موضوعی در محدوده قانون اتحادیه اروپا» حرکت کند.
۹ حوزه موضوعی براساس تصمیم شماره 252/2013/EU شورا در ۱۱ مارس ۲۰۱۳ تعریف شده است که یک چارچوب چندساله را از ۲۰۱۷–۲۰۱۳ برای آژانس به رسمیت می‌شناسد. این ۹ حوزه عبارتند از: دسترسی به عدالت. قربانیان جنایت؛ جامعه اطلاعاتی؛ ادغام سازی مردم کولی؛ همکاری قضایی؛ حقوق کودک؛ تبعیض؛ مهاجرت و ادغام مهاجران؛ و نژادپرستی و بیگانه‌هراسی.
روش‌های اولیه عملیات آژانس حقوق بنیادین عبارتند از بررسی‌ها، گزارش‌ها، ارائه کمک‌های کارشناسی به ارگان‌های اتحادیه اروپا، کشورهای عضو، و کشورهای نامزد اتحادیه اروپا، همچنین کشورهای بالقوه نامزد اتحادیه اروپا را شامل می‌شود، هدفش افزایش آگاهی در مورد حقوق بنیادین آنها می‌باشد. آژانس حقوق بنیادین موظف به مداخله در امور فردی نیست، بلکه به بررسی مسائل و روندهای گسترده در حوزه‌ها می‌پردازد.

## تاریخچه
آژانس حقوق بنیادین در ۲۰۰۷ به عنوان جانشین مرکز نظارت اروپا بر نژادپرستی و بیگانه‌هراسی (EUMC) که مقر آن نیز در وین بود، تأسیس شد. مأموریت EUMC محدودتر از آژانس حقوق بنیادین بود، زیرا به مسائل نژادپرستی و بیگانه‌هراسی محدود می‌شد.
EUMC از کمیسیون نژادپرستی و بیگانه‌هراسی (CRX) که در۱۹۹۴ تأسیس شد و همچنین به عنوان کمیسیون کان شناخته می‌شود، به مرور شکل گرفت. بیگانه‌هراسی در ژوئن ۱۹۹۸ به EUMC تبدیل شد. آژانس حقوق بنیادین به‌طور رسمی با قوانین اتحادیه اروپا (EC) به شماره ۱۰۳۵/۹۷ در ۲ ژوئن ۱۹۹۷ افتتاح شد.